# Rollot (Käse)

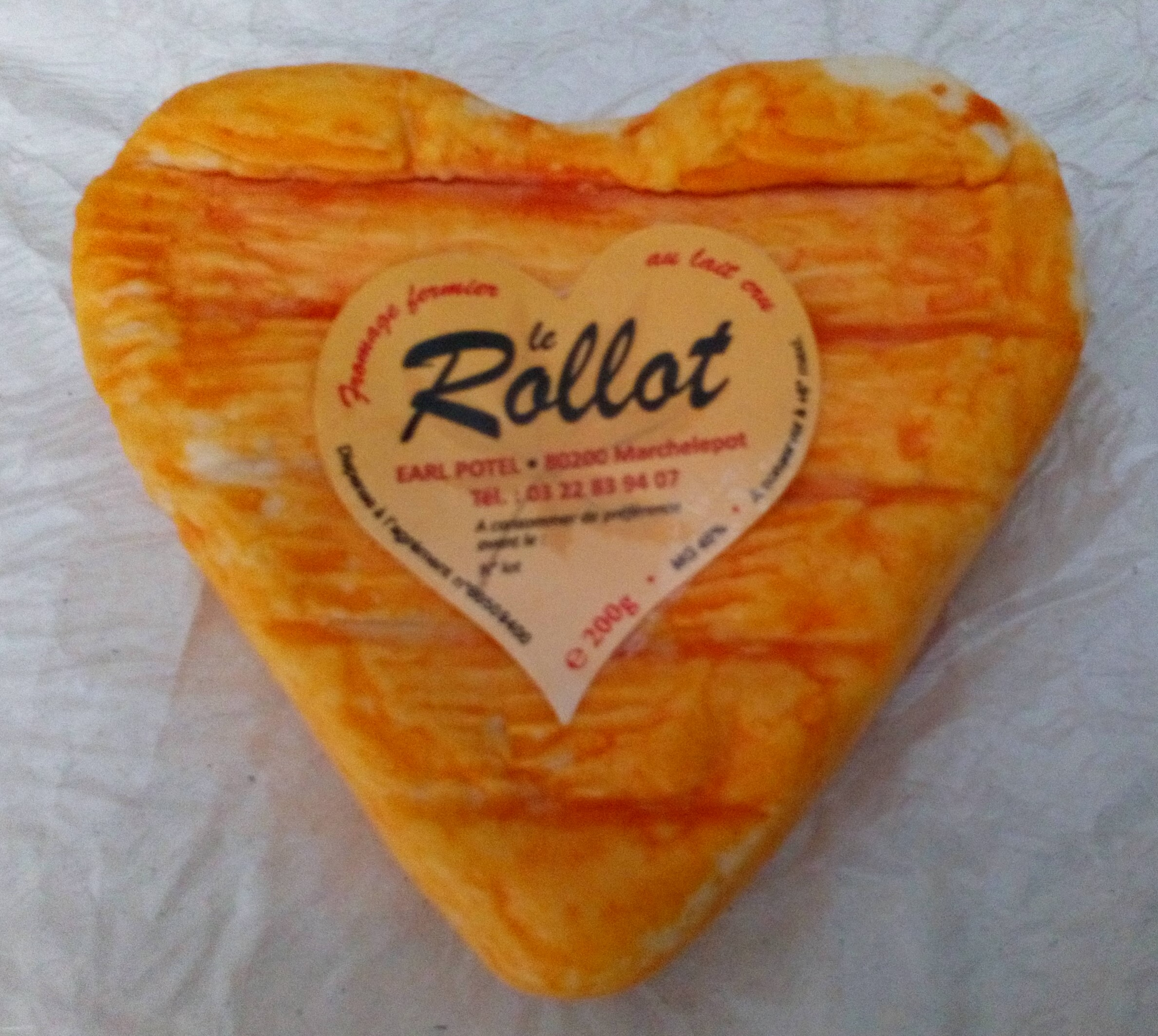
Ein Rollot in Herzform

Der Rollot ist ein französischer Rohmilchkäse aus der Picardie mit einem Fettgehalt von 45 Prozent Fett in der Trockenmasse, der seinen Namen vom ursprünglichen Herstellungsort Rollot im Département Somme ableitet.
Der Rollot wird als affinierter Fromage fermier in der Landschaft Vimeu und in Fruges hergestellt. Die Reifung dauert zwei bis sieben Monate. Der Käse wird als Flachzylinder oder in Herzform in Größen von 200 bis 300 Gramm vermarktet. Die mit Rotschmiere überzogene Rinde trägt ein Käsemattenmuster. Der speckige Teig ist hellgelb bis gelb. Im Geruch und Geschmack erinnert der Käse an den Romadur, er hat viele Gemeinsamkeiten mit dem als Appellation d’Origine Contrôlée geschützten Maroilles.

## Geschichte
Der Rollot wurde erstmals von Olivier de Serres (1539–1619) in der Schrift Le Théâtre d'agriculture genannt. 1687 reiste König Ludwig XIV. durch die Region und beauftragte Monsieur Rhené Jean Debourges, ihm einen lokalen Käse zu präsentieren. Aus Begeisterung über den Rollot ernannte er diesen zum königlichen Käse und erteilte Herrn Debourges eine Leibrente von 600 Livres, verbunden mit dem Auftrag, einmal jährlich Rollot ans Königshaus zu liefern. 1839 wurde er im Dictionnaire du commerce et des marchandises als ein in Paris angebotener Käse „aus der Gegend von Montdidier“ bezeichnet. Eine Publikation von 1855 nannte einen Stückpreis von 60 bis 75 Centimes. Davon wurden laut dem Handelsblatt Les Consommations de Paris im Folgejahr 1500 Stück verkauft, was als wenig bezeichnet wurde, im Vergleich zu den beispielsweise rund 450.000 Stück Maroilles. Der Rollot wurde nämlich hauptsächlich in der Herkunftsregion konsumiert, wo die Produktionsmengen 1874 im Département Somme 535.606 kg und im Département Oise 3.058.760 kg erreichten. 1908 lag die Jahresmenge laut einem Bericht allein für den Kanton Montdidier bei 300.000 Stück. Danach nahmen die Mengen kontinuierlich ab und der wirtschaftliche Niedergang setzte sich Mitte der 1950er-Jahre fort, viele Milcherzeuger gingen dazu über, ihre Milch an Sammelbetriebe für den Markt in Paris zu liefern. Die Molkerei in Rollot wurde 1955 geschlossen, jene in Arvillers einige Jahre später. Zahlreiche weitere Produktionsbetriebe mussten bis Ende der 1970er-Jahre schließen, darunter auch jene in Lachapelle-aux-Pots im Pays de Bray. Heute wird Rollot noch handwerklich von mehreren regionalen Betrieben produziert.